# Южно-Китайское море
Ю́жно-Кита́йское мо́ре (малайск. Laut China Selatan, тайск. ทะเลจีนใต้, кхмер. សមុទ្រចិនខាងត្បូង, вьет. Biển Đông, кит. 南海, англ. South China Sea, порт. Mar da China Meridional, таг. Dagat Luzon, индон. Laut Cina Selatan, филипп. Kanlurang Dagat ng Pilipinas, филипп. Karagatang Kanlurang Pilipinas) — полузамкнутое окраинное море Тихого океана у берегов Юго-Восточной Азии, между полуостровом Малакка, островами Калимантан, Палаван, Лусон и Тайвань, а также южным побережьем материкового Китая.

## География и гидрография
С запада на восток Южно-Китайское море занимает пространство между 104° и 122° в. д., а с севера на юг — между 25° с. ш. и 3° ю. ш. Акватория моря ограничена с северо-востока Тайваньским проливом, соединяющим его с Восточно-Китайским морем, с востока — островом Тайвань и Филиппинским архипелагом, с юго-востока и юга островом Калимантан (Борнео), южной оконечностью Таиландского (Сиамского) залива и восточным побережьем полуострова Малакка и на западе и севере — береговой линией материковой Азии. Сообщается с Филиппинским морем через пролив Баши, с морем Сулу через пролив Балабак, с Яванским морем через проливы Келаса (Гаспар) и Каримата и с Андаманским морем Индийского океана через Малаккский пролив. Иногда Южно-Китайское и Восточно-Китайское моря рассматриваются как единое Китайское море.
Международная гидрографическая организация в начале XXI века определяет границы моря следующим образом:
- На севере: от мыса Тэнлоу (юго-западная оконечность полуострова Лэйчжоу) на северо-восток вдоль побережья Китая до устья реки Ханьцзян; морем на восток до мыса Чаншань (западная оконечность острова Наньао); на восток вдоль южного берега острова до его юго-восточной оконечности; морем на юго-восток до мыса Элуаньби[англ.] — южной оконечности острова Тайвань.
- На востоке — от Элуаньби морем на юго-восток до восточной оконечности острова Филиппинского архипелага Амианан (Мавулис; морем на юг до восточной оконечности острова Балинтанг; морем до мыса Энганьо — восточной оконечности острова Лусон; на юг вдоль западного побережья Лусона до мыса Фуэго на его юго-западном берегу; морем на юго-запад до мыса Палапаг — северо-западной оконечности острова Лубанг; морем на юго-восток до мыса Калавите — северо-западной оконечности острова Миндоро; морем на юго-запад до северо-западной оконечности острова Бусуанга; морем на юго-запад до северной оконечности острова Кабули; вдоль западного побережья Кабули до его южной оконечности; морем на юг до мыса Кабули — северо-восточной оконечности острова Палаван; на юго-запад вдоль западного побережья Палавана до мыса Булилуян — его юго-западной оконечности; морем на юго-запад до северо-западной оконечности острова Банкалан; на юго-запад вдоль западного края рифов Секам и отмелей у западного берега острова Балабак[англ.] до мыса Семпанг-Мангаян — северной оконечности штата Сабах (остров Калимантан); на юго-запад вдоль северного побережья Восточной Малайзии и Брунея до мыса Дату — самой юго-западной точки Восточной Малайзии.
- На юге — морем на северо-запад от мыса Дату до острова Суби-Кечил (Малый Суби, архипелаг Южная Натуна); морем на северо-запад до острова Сенуа; морем на северо-запад до острова Секатунг — самого северного в архипелаге Натуна; морем на юго-запад до рифа Нанас; морем на юго-запад до западной оконечности острова Манкай (архипелаг Анамбас); морем на юго-запад до острова Дамар в том же архипелаге; морем на юго-запад до мыса Беракит — северной оконечности острова Бинтан; морем на северо-запад до маяка Хорсбург на острове Педра-Бранка (Сингапур); морем на северо-запад до мыса Пенюсоп — юго-восточной оконечности Западной Малайзии.
- На западе — от мыса Пенюсоп на северо-запад вдоль восточного побережья Западной Малайзии до восточного берега устья реки Келантан; морем на северо-восток до мыса Бай-Бунг — юго-западной оконечности Вьетнама; на восток и север вдоль побережья Вьетнама до мыса Лай; морем на северо-восток до мыса Инко — юго-западной оконечности острова Хайнань; на северо-восток вдоль восточного побережья Хайнаня до мыса Линькао на его северо-западном побережье; морем на северо-восток до мыса Тэнлоу на полуострове Лэйчжоу.

Южно-Китайское море — крупнейшее окраинное море Тихого океана и одно из крупнейших в целом на Земле. Площадь, согласно Большой российской энциклопедии, — 3537 тыс. км², согласно Британской энциклопедии — 3685 тыс. км². Объём, согласно БРЭ, составляет 3623 тыс. км³. Источники значительно расходятся в определении максимальной и средней глубины моря. Согласно БРЭ, средняя глубина составляет 1024 м при максимальной глубине 5560 м, тогда как Британская энциклопедия указывает, соответственно, 1212 м и 5016 м.

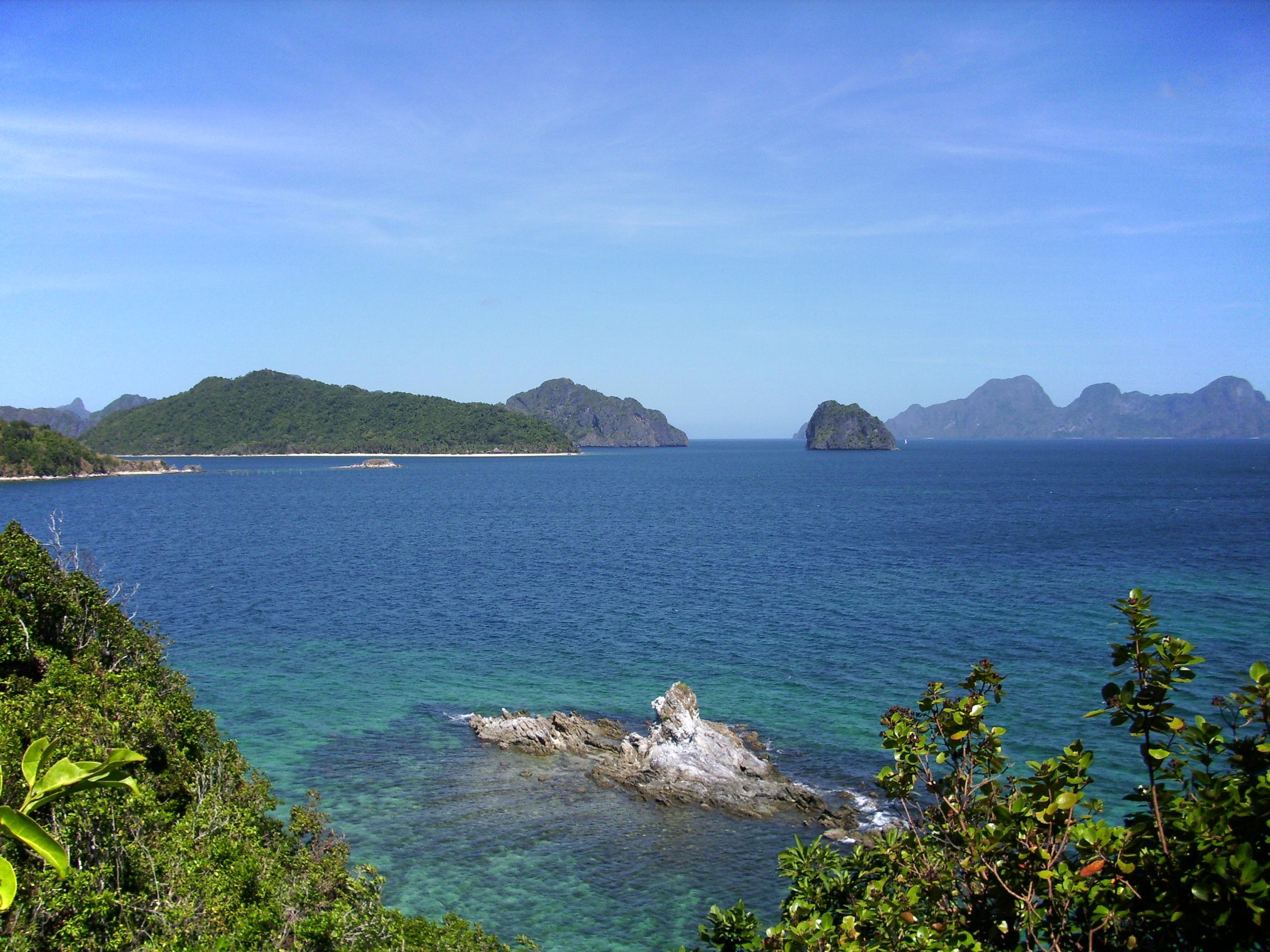
Побережье острова Палаван

В северо-западной части акватории, вдоль материкового побережья, расположен широкий (до 240 км) и мелководный шельф, включающий залив Бакбо и Тайваньский пролив. Над поверхностью моря в районе шельфа поднимаются крупные острова Хайнань и Тайвань. К юго-западу, вдоль побережья Вьетнама, шельф сужается, но дальше соединяется с обширным Зондским шельфом, простирающимся от полуострова Малакка до островов Суматра и Калимантан и уходящим в глубину на 40 м на периферии и 100 м в центральной части. Южная зона Южно-Китайского моря расположена над этим шельфом. В целом на шельфовую зону приходится больше половины суммарной площади этого моря. За краем шельфа начинается располагающийся уступами материковый склон, опускающийся до глубин 3—3,6 км. В восточной части моря расположена большая по площади и глубокая ромбообразная котловина. Средние глубины в этой части моря, где дно образует абиссальную равнину, составляют около 4300 м. Восточная кромка этой впадины образована глубоководным жёлобом у края узкого шельфа вдоль островов Филиппинского архипелага Лусон и Палаван. В двух областях котловины есть участки резкого поднятия дна с коралловыми рифами на их вершинах — на юге это банки Рид и Тайзард, а на северо-западе Парасельские острова и банка Маклсфилд.
Побережье Южно-Китайского моря низменное, рассечённое многочисленными мелкими заливами. Крупнейшие из впадающих рек — Меконг, Сицзян, Хонгха (Красная), Чаупхрая (Менам). Крупнейшие заливы — Бакбо (Тонкинский) и Сиамский. Крупнейшие острова — Хайнань и Банка. Море также изобилует мелкими островами (архипелаги Даньганьледао, Ваньшаньцюньдао, Наньшацюньдао, Парасельские, Натуна и т. д.), особенно многочисленными в его мелководной зоне, где значительную их часть составляют коралловые атоллы.
Большинство проливов, соединяющих Южно-Китайское море с соседними морями, мелководны, исключение составляет только пролив Баши, через который происходит глубоководный обмен с другими акваториями Тихого океана. Глубина прохода между Тайванем и Филиппинскими островами достигает 2600 м, тогда как глубина Тайваньского пролива на севере — 70 м, а Малаккского — около 30 м. Суда, следующие из портов Китая, Японии и России к Сингапурскому проливу и в обратном направлении в Южно-Китайском море, придерживаются так называемого Главного морского пути. Этот путь является наиболее коротким и безопасным и используется судами.
Расположение моря в южной части активной зоны перехода между Тихим океаном и материковой Азией, что обуславливает частые подводные землетрясения и вулканическую деятельность. В районе Зондского шельфа дно покрыто литоральными отложениями, которые приносят прорезающие шельф подводные речные русла. Вблизи берегов состав наносов соответствует отложениям на континентальном шельфе в местах впадения в океан рек Меконг и Хонгха, на более глубоких участках отложения состоят в основном из глины. Как прибрежные, так и глубинные отложения содержат вулканический пепел, залегающий слоями, которые соответствуют крупнейшим извержениям вулканов Ост-Индии. Юго-восточный шельф, возможно, представляет собой затопленную часть древнего микроконтинента, надводные остатки которого сохранились в виде восточной части Филиппинских островов. Под глубоководной котловиной в восточной части моря залегает кора океанического типа со сравнительно небольшой толщей осадочных отложений — до 0,5 км в центральной части. Возникновение котловины стало результатом спрединга, происходившего с раннего олигоцена до начала среднего миоцена (32—17 млн лет назад) в субмеридиональном направлении. Ось спрединга пересекают многочисленные трансформные разломы субмеридионального простирания. Предположительно, в результате геологических процессов в восточной части моря дно просело на 4 км. Крупнейшая из неглубоких впадин на юго-востоке моря вдоль побережья Калимантана и Палавана — Саравакская — образовалась на стыке верхнего мела и палеогена и заполнена толщей карбонатно-терригенных отложений до 10 км в глубину. Жёлоб вдоль побережья Палавана, возможно, сформировался до позднего миоцена и был засыпан более поздними отложениями.
Острова, лежащие по сторонам Главного морского пути, имеют различное строение. Парасельские острова и острова Спратли (Наньшацюньдао) — низкие, сложены из кораллового песка и покрыты низкорослой растительностью. Между ними лежит много коралловых рифов, банок и подводных атоллов. Особенно много рифов среди островов Наньша, обширный район которых почти не обследован.

## Климат и гидрологический режим
В силу близости к экватору температура приповерхностной воды достаточно высокая и летом достигает 29 °C по всей акватории. Зимой температура воды в поверхностных слоях от 18 °C на севере до 27 °C на юге. Солёность воды почти не меняется, оставаясь в диапазоне 32—34 ‰; несколько ниже она только вблизи устья Меконга.
В акватории Южно-Китайского моря господствует тёплый и влажный муссонный климат, характеризуемый обильными ливнями. Годовой объём осадков колеблется от 2 тыс. мм до более чем 3 тыс. мм над южной частью акватории. В ноябре—марте господствующим является зимний северо-восточный муссон со скоростью ветра от 12 до 18 м/с, в мае—сентябре его сменяет летний юго-западный муссон с более слабыми ветрами. Температура воздуха в августе — 27—28 °C над всей акваторией, в феврале — от 15 °C (по другим источникам, 21 °C) на севере до 25 °C на юге.
Ежегодно, в основном летом и осенью, над акваторией проходят многочисленные тропические циклоны, или тайфуны, существуют также условия для их формирования непосредственно над Южно-Китайским морем. Тропические циклоны, как правило, образуются над Тихим океаном к востоку от Филиппинских островов до 170° в. д. В этом районе наблюдается наибольшее, по сравнению с другими, количество тропических циклонов: в среднем за год — 28, из них около половины с ураганной силой ветра до 9—12 баллов. В отдельные годы их проходит до 50. Максимум повторяемости тайфунов приходится на лето и осень, когда зона тропической конвергенции расположена не слишком близко к экватору, а поверхность океана прогрета не менее чем до 27 °C. В связи с этим наибольшее количество тайфунов над Южно-Китайским морем приходится на август — сентябрь, наименьшее — на январь-апрель. При тайфунах на акватории Южно-Китайского моря развиваются большие барические градиенты, а, следовательно, и большие скорости ветра. Скорости ветра при вторжении тропических циклонов на побережье Вьетнама составляют в среднем 20—30 м/с. Наибольшая отмеченная скорость ветра — 48—50 м/с. Так, в тайфуне Клара, проникшем в провинцию Хатинь 8 октября 1964 года, наибольшая скорость ветра была 50 м/с, а в тайфуне Роуз, вторгшемся в провинцию Намдинь 13 августа 1968 года, — 48 м/с.
Для Южно-Китайского моря характерны так называемые северные вторжения. Под этим термином понимают быстрое распространение масс холодного воздуха зимой, с севера, со скоростью около 15 м/с, на северные и средние части моря до 15° с. ш., продолжительностью не менее 24 часов. Эти холодные вторжения либо распространяются сразу на большую акваторию, либо охватывают её постепенно, на протяжении 1-3 суток. Повторяемость северных вторжений в разные годы различна, изменяется также их интенсивность. Иногда наблюдаются вторжения относительно холодного воздуха с востока, с океана.
Приливы правильные и неправильные, высота сильно зависит от местных условий, достигая 6 м в Тайваньском проливе. Сезонные изменения уровня моря достигают 50-80 см и связаны со сменой периодов муссонов. Штормовой нагон воды особенно велик, когда прохождение тайфуна совпадает сизигийным приливом, и у побережья Китая иногда может доходить до 6 м. Режим волнения Южно-Китайского моря формируется, главным образом, под воздействием системы муссонов. Ветры зимнего муссона обладают большой устойчивостью и силой, что благоприятствует развитию штормового волнения и зыби. Наибольшее по силе волнение наблюдается в северной части моря, наименьшее — в южной. Во время действия муссонных ветров волны могут достигать больших размеров, мало отличающихся от размеров океанских волн. В период действия зимнего муссона высота волн может достигать 7 м при длине 175 м. Скорость ветра при этом сравнительно велика и обычно превышает 12 м/сек. Ветры летнего муссона слабые и неустойчивые. В связи с этим сравнительно редко наблюдается сильная и умеренная зыбь (от 5 до 32 %). Даже в северной части моря свыше 60 % времени отмечается слабая зыбь или полное её отсутствие.
Поверхностные течения в летний период несут воду с юга, из Яванского моря. Вблизи континентального побережья течения направлены на северо-восток и уносят воду через Тайваньский и Лусонский проливы. В начале лета ветры с юго-запада отгоняют тёплое течение от континентального побережья, в результате чего в средней части вьетнамского побережья возникает апвеллинг и у поверхности оказывается более холодная и богатая питательными веществами вода. В восточной части моря наблюдается слабое противотечение, а в центре южной части моря идёт антициклонический круговорот. В ноябре—феврале северо-восточный муссон гонит воды Северного пассатного течения в Южно-Корейское море через пролив Баши; там они сливаются с течением, идущим через Тайваньский пролив, и продолжают движение на юго-запад. В центральной части моря в этот сезон наблюдается циклонический круговорот. В целом летние течения в акватории слабее зимних и их скорость редко превышает 30-40 см/с. Зимой наибольшую скорость (до 6 км/ч) течение набирает при поддержке северо-западного муссона у выступающей части вьетнамского побережья.

## Хозяйственное значение
Море богато биологическими ресурсами. Богатству жизни в его водах способствует обилие питательных веществ, попадающих в море со стоком крупных азиатских рек (один лишь Меконг выносит в море до 250 г/м³ взвешенных наносов). Ведётся интенсивный вылов рыбы, обеспечивающий значительную часть потребностей в питании густонаселённого южноазиатского региона. Наиболее важные промысловые рыбы — тунец, макрели, горбылёвые, анчоусы, широко поставлена также добыча креветок и моллюсков. В начале 1990-х годов общий годовой объём вылова составлял примерно 10 млн тонн и с тех пор не рос, несмотря на увеличивающиеся вложения. Экологической обстановке угрожают как загрязнение в результате процесса нефте- и газодобычи, так и сносимые реками в море пестициды, удобрения и отходы наземного промышленного производства.
В Южно-Китайском море разведаны большие запасы нефти и природного газа. Важнейшие регионы добычи ископаемого топлива — к северу от Калимантана, к востоку от полуострова Малакка и к северо-западу от Палавана. В 200 км на восток от Хошимина расположено шельфовое нефтяное месторождение Батьхо. В устье реки Чжуцзян (Жемчужная река, Кантонская река) расположено нефтяное месторождение «Луфэн», на котором вели добычу компании Equinor и CNOOC Limited. В 300 км от побережья провинции Гуандун находится нефтяное месторождение Кайпин Юг (Kaiping South oilfield) компании CNOOC Limited.
Через Южно-Китайское море проходят важные маршруты морских грузовых перевозок. Основной поток нефти и минералов идёт в северном направлении, тогда как пищевые продукты и промышленные изделия направляются на юг.
В акватории Южно-Китайского моря расположены несколько зон, являющихся предметом территориальных споров; так, на острова Спратли (Наньша), расположенные в богатом нефтью районе между Малайзией, Брунеем, Филиппинами и Вьетнамом, в той или иной степени претендуют все эти страны, а также КНР и Китайская Республика (Тайвань).

### Главные порты
- Таиланд: Бангкок
- Вьетнам: Хошимин, Хайфон
- Китай: Сянган (Гонконг)[3], Гуанчжоу
- Филиппины: Манила[3]